# Anna-Barbara Follmann-Schulz
Anna-Barbara Follmann-Schulz, geborene Follmann, (* im 20. Jahrhundert) ist eine deutsche Archäologin.

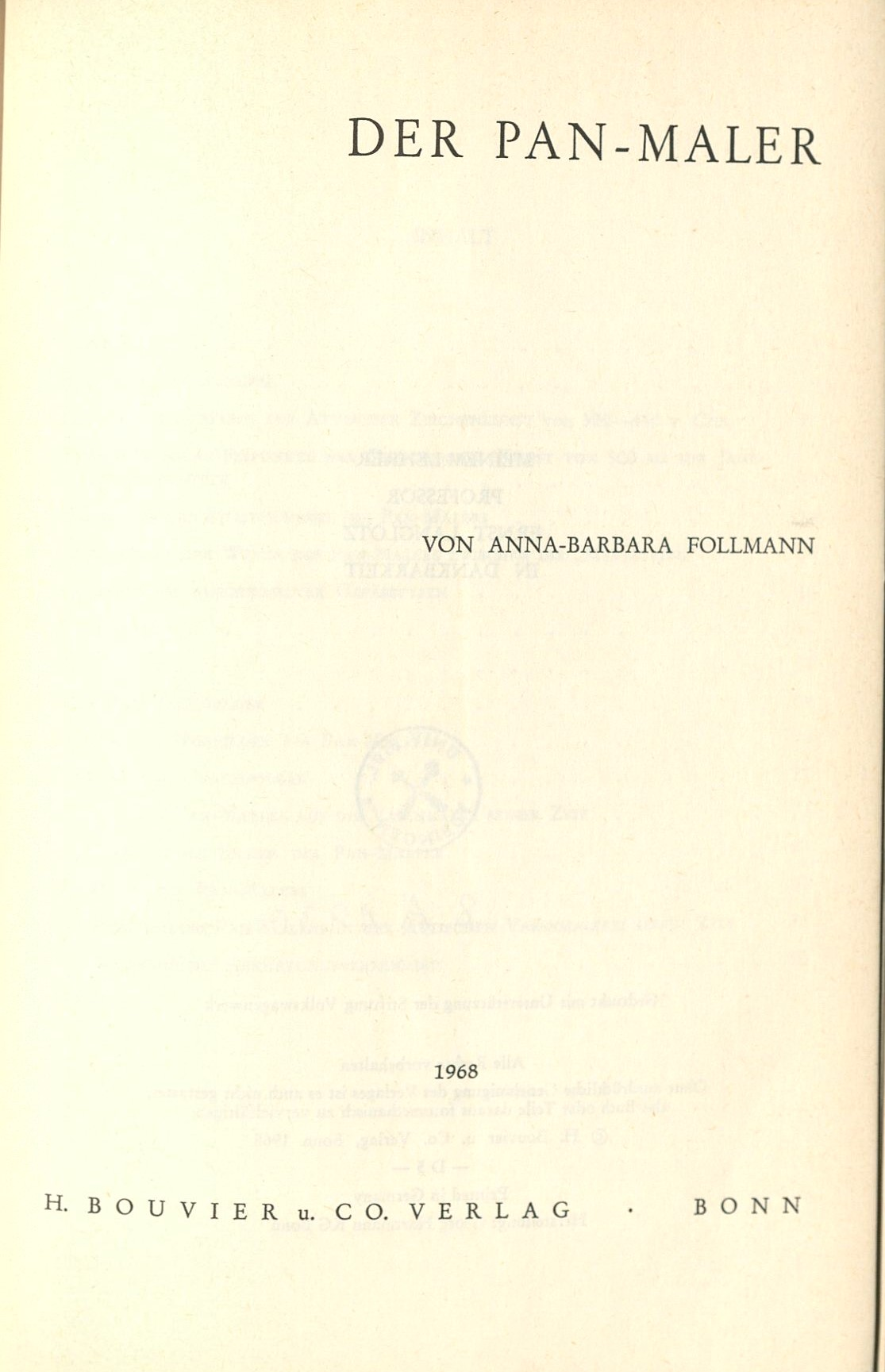
Der Pan-Maler

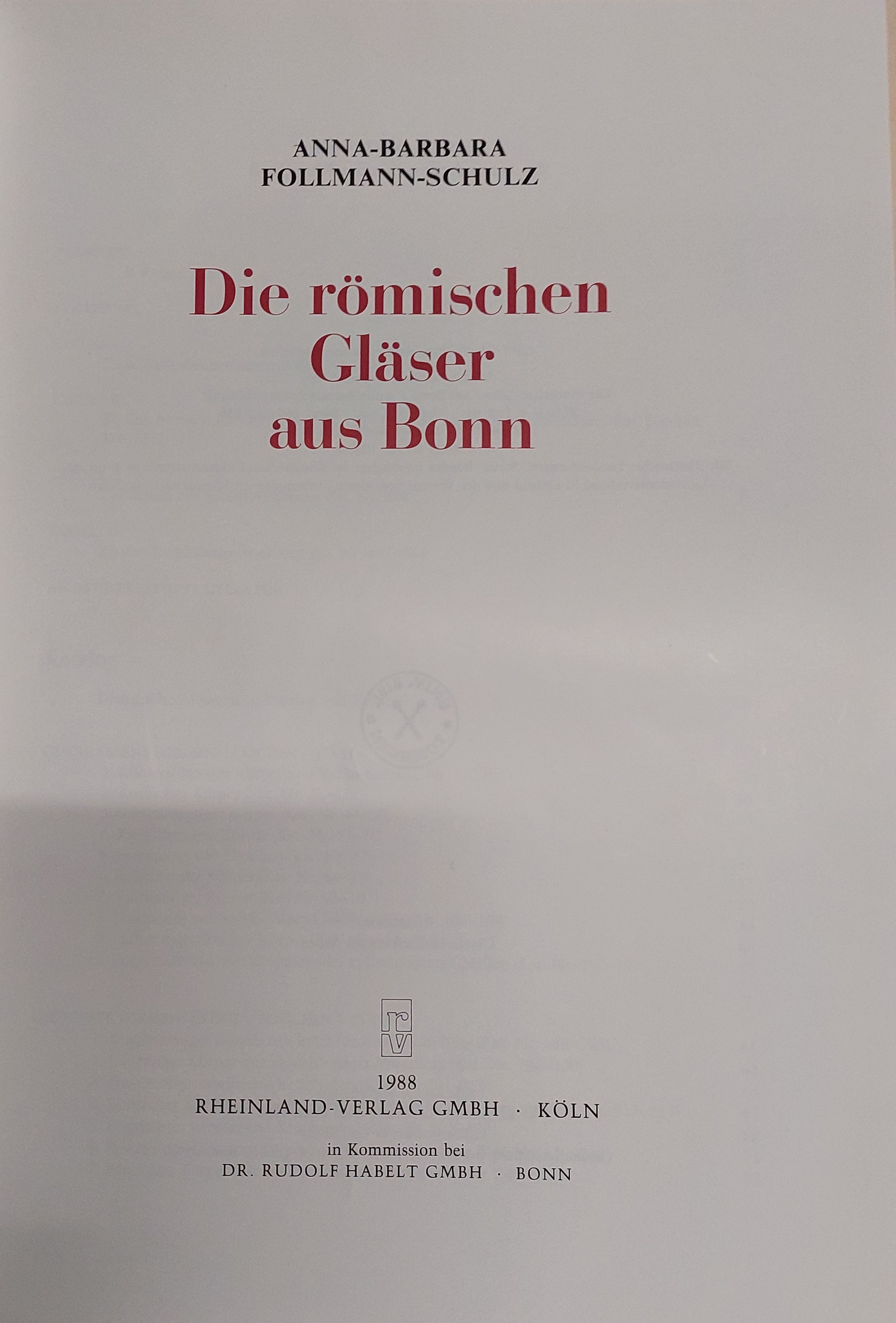
Die römischen Gläser aus Bonn

## Leben
Nach dem Studium der Klassischen Archäologie wurde sie 1966 an der Universität Bonn bei Ernst Langlotz mit einer Dissertation zum Pan-Maler promoviert. 
Sie war bis zu ihrem Ruhestand am Rheinischen Landesmuseum Bonn tätig. Zu ihren Spezialgebieten zählt das antike römische Glas.

## Schriften (Auswahl)
- Der Pan-Maler (= Abhandlungen zur Kunst-, Musik- und Literaturwissenschaft Band 52). Bouvier, Bonn 1968.
- Corpus Vasorum Antiquorum Deutschland  Band 34: Hannover, Kestner-Museum. Band 1. C. H. Beck, München 1971, ISBN 3-406-00934-4.
- Die römischen Tempelanlagen in der Provinz Germania inferior. In: Wolfgang Haase (Hrsg.): Aufstieg und Niedergang der römischen Welt. Band II 18, 1 Religion (Heidentum: Die religiösen Verhältnisse in den Provinzen). de Gruyter, Berlin/New York 1986, ISBN 3-11-010050-9, S. 672–793.
- Die römischen Gläser aus Bonn (= Beihefte der Bonner Jahrbücher Band 46). Rheinland-Verlag, Köln 1988, ISBN 3-7927-1032-3.
- Die römischen Gläser im Rheinischen Landesmuseum Bonn. Rheinland-Verlag, Köln 1992, ISBN 3-7927-1245-8